# Carl Söderberg
För andra betydelser, se Carl Söderberg (olika betydelser).
Carl Johan Söderberg, född 12 oktober 1985 i Malmö, är en svensk före detta ishockeyspelare. Söderberg gjorde A-lagsdebut med moderklubben Malmö Redhawks i Elitserien (nuvarande SHL) under säsongen 2003/04. Dessförinnan hade han som junior tagit SM-silver vid två tillfällen med Malmös J20-lag. Vid NHL draften 2004 valdes han som tredje svensk, i den andra rundan, som nummer 49 totalt av St. Louis Blues. Under sommaren 2006 skrev Söderberg ett treårskontrakt med Blues, men blev under dessa tre säsonger utlånad till Redhawks.
Efter åtta säsonger med Malmö i både Elitserien och Hockeyallsvenskan, så tillbringade han två säsonger med Linköping HC. I sin andra säsong 2012/13 noterades han för 31 mål på 54 grundseriematcher och tilldelades därmed Håkan Loob Trophy som gick till säsongens bäste målskytt i Elitserien. Efter Linköpings uttåg ur SM-slutspelet 2013 skrev han ett treårsavtal med Bruins och gjorde NHL-debut i april samma år. Mellan 2015 och 2019 spelade han för Colorado Avalanche innan han lämnade klubben för spel med Arizona Coyotes och därefter Chicago Blackhawks. Han återvände sedan till Avalanche 2021 och senare samma år lämnade han Nordamerika då han återvänt till Redhawks i SHL. Efter säsongen 2022/23 meddelade Söderberg att han avslutat sin spelarkarriär.
Söderberg gjorde debut i landslaget i september 2008. Han vann guld 2017, då VM avgjordes i Tyskland och Frankrike. Tidigare har Söderberg representerat Sverige i World Cup, och som junior spelade han både JVM och U18-VM.

## Klubblagskarriär

### 2001–2005: Ungdoms- och juniorår
Söderberg påbörjade sin ishockeykarriär i Malmö IF. Säsongen 2001/02 debuterade han i klubbens J20-lag och noterades för tre poäng på nio matcher. Laget tog sig till JSM-final, där man dock föll mot Frölunda HC med 3–1. Säsongen därpå var han ordinarie i laget och blev tvåa i den interna poängligan med 35 poäng på 28 matcher. Säsongen 2002/03 slog sig Söderberg in i Malmö J20 ordentligt och tillbringade större delen av säsongen med laget. Han slutade tvåa i lagets interna poängliga, bakom Charlie Rubenson, med 35 poäng på 28 matcher.
Säsongen 2003/04 inledde Söderberg med Malmö J20. Under säsongens gång, den 9 oktober 2003, debuterade han med klubbens A-lag i Elitserien. Under den större delen av första halvan av säsongen tillbringade han med Malmös J20-lag, men var sedan ordinarie i klubbens Elitserielag de sista 22 omgångarna av grundserien. Den 4 januari 2004 gjorde han sitt första Elitseriemål då han avgjorde en match mot Leksands IF till 3–2 i förlängning. Totalt noterades han för ett mål och en assist på 24 grundseriematcher i Elitserien. I J20 Superelit vann Söderberg grundseriens poäng-, skytte- och assistliga; på 27 matcher stod han för 48 poäng, fördelat på 23 mål och 25 assistpoäng. Efter respektive grundseries slut, kombinerade han spel med Malmös seniorlag i Kvalserien och juniorlagets SM-slutspel. I SM-slutspelet stod Söderberg för tre poäng på sex matcher och tog sitt andra SM-silver då laget föll mot Modo Hockey med 2–1 i matcher. Malmö lyckades vinna Kvalserien, och säkrade därmed nytt Elitseriekontrakt. På åtta matcher noterades Söderberg för ett mål och en assist.
Under sommaren 2004 draftades Söderberg i andra rundan som nummer 49 totalt av St. Louis Blues. Den efterföljande säsongen spelade Söderberg 38 matcher för Malmö i Elitserien. På dessa matcher åstadkom han fem assistpoäng. Han spelade också tolv matcher för klubbens J20-lag där han noterades för 19 poäng och stod för 13 mål. Under säsongens gång var han också utlånad till Mörrums GoIS IK i Hockeyallsvenskan. Han gjorde sitt första mål i Hockeyallsvenskan den 1 oktober 2004, i en 3–5-förlust mot Nyköpings Hockey. Totalt spelade han 14 matcher för klubben och noterades för elva poäng (fem mål, sex assist).

### 2005–2013: Malmö Redhawks och Linköping HC

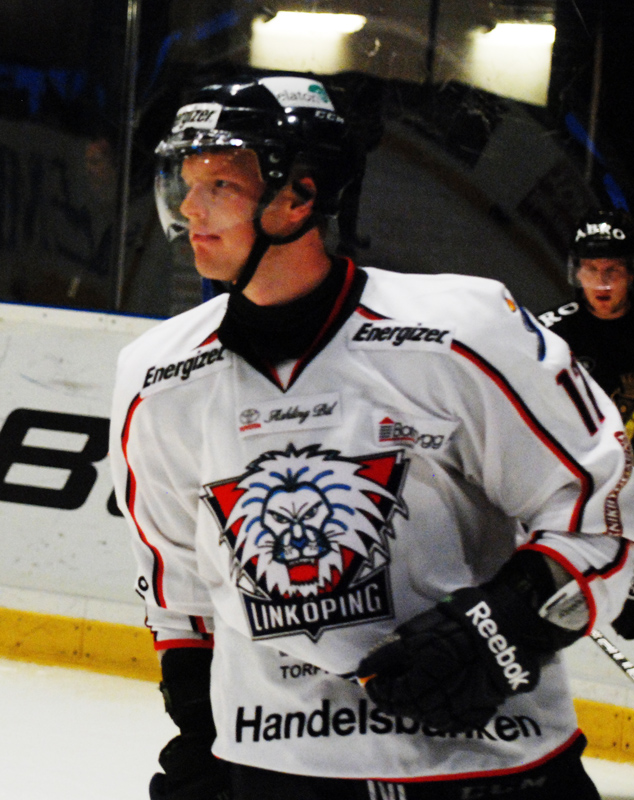
Söderberg med Linköping HC 2012.

Inför säsongen 2005/06 hade Malmö degraderats till Hockeyallsvenskan. Söderberg var nu ordinarie i laget och spelade under säsongen 39 grundseriematcher för laget, där han hade ett poängsnitt på en poäng per match, fördelat på 15 mål och 24 assister. Detta gjorde att han slutade tvåa i lagets interna poängliga, bakom Markus Matthiasson. Malmö vann Hockeyallsvenskan och vann sedan också Kvalserien till Elitserien i ishockey 2006, och var därför åter klara för Elitseriespel för nästkommande säsong. Sommaren 2006 skrev Söderberg på ett treårskontrakt med Blues, men lånades under säsongen 2006/07 ut till Malmö. Den 15 januari 2007 drabbades han av en ögonskada i en match mot Mora IK, sedan han träffats av motståndaren Mikko Kurvinens klubblad. Kort därefter meddelades det att Söderberg tvingats till operation, vilket gjorde han att missade resten av säsongen. På 31 matcher stod Söderberg för 30 poäng (12 mål, 18 assist) och slutade tvåa i Malmös interna poängliga. Laget degraderades senare åter till Hockeyallsvenskan.
Under sommaren 2007, den 23 juli, bytte Blues bort rättigheterna till Söderberg till Boston Bruins, i utbyte mot Hannu Toivonen. Han blev därefter fortsatt utlånad till Malmö. Som en följd av ögonoperationen missade missade Söderberg också inledningen av säsongen 2007/08. Söderberg gjorde sin poängmässigt främsta säsong som senior då han på 32 matcher noterades för 44 poäng i grundserien (15 mål, 29 assist). Malmö lyckades ta sig till Kvalserien efter att ha slutat på andraplats i grundserietabellen. Söderberg vann sedan Kvalseriens poängliga; på tio matcher noterades han för 14 poäng (sju mål och sju assist). Laget misslyckades dock att ta sig tillbaka till Elitserien då man föll i den direkt avgörande matchen mot Leksands IF i den sista omgången.
Söderberg var en av få spelare som valde att stanna kvar i Malmö Redhawks säsongen 2008/09 då laget hotades av konkurs. I juni 2008 skrev han ett treårsavtal med klubben och senare meddelade Boston Bruins att man fortsatt lånat ut Söderberg till Malmö. Han utsågs till en av den assisterande lagkaptenerna i Malmö och säsongen blev hans poängmässigt bästa i Hockeyallsvenskan med 59 poäng på 45 matcher (18 mål, 41 assist). Han vann lagets interna poängliga i överlägsen stil och slutade på fjärde plats i den totala poängligan. Laget slutade dock åtta i grundserien och misslyckades därför att ta sig till Kvalserien. Under sin sjunde säsong i Malmö vann Söderberg lagets interna poängliga för andra året i följd då han snittade en poäng per match i grundserien. På 51 matcher stod han för 51 poäng (20 mål, 31 assist). Malmö slutade på femte plats i tabellen och slogs därefter ut playoff av Almtuna IS med 2–1 i matchserien. Säsongen 2010/11 kom att bli Söderbergs sista med Malmö i Hockeyallsvenskan. Laget misslyckades för fjärde året i följd att ta sig till Elitserien. Söderberg blev lagets näst bästa poängplockare med 46 poäng på 52 grundseriematcher (12 mål, 34 assist).
I april 2011 meddelades det att han skrivit på ett ettårskontrakt med Linköping HC. I september 2011 förlängdes Söderbergs kontrakt med ytterligare tre år. I början av oktober samma år skadade sig Söderberg under en träning då han fått en puck på handen, vilket medförde att han fick en spricka i ett finger. Han missade därefter 13 omgångar av grundserien. Linköping slutade på tionde plats i grundserien och missade därför SM-slutspelet för första gången sedan 2003. På 42 grundseriematcher stod Söderberg för 35 poäng (14 mål, 21 assist) och blev tvåa i lagets interna poängliga.
I juni 2012 förlängdes avtalet med ytterligare ett år. I den femte omgången av säsongen 2012/13 gjorde Söderberg, den 24 september 2012, sitt första hat trick i Elitserien då Linköping besegrade Växjö Lakers Hockey med 8–3. Linköping slutade på femte plats i tabellen och Söderberg vann lagets interna poängliga med 60 poäng på 54 matcher. Han slutade tvåa i den totala poängligan, bakom Bud Holloway, och tilldelades Håkan Loob Trophy då han vunnit seriens skytteliga med 31 gjorda mål. I SM-slutspelet ställdes Linköping mot HV71 i kvartsfinalserien. I den första matchen åkte Söderberg på ett matchstraff efter en tackling på Per Ledin. Han blev därefter avstängd i fyra matcher och missade således resten av matchserien, som Linköping vann med 4–1. I semifinalserien föll laget mot Skellefteå AIK med 4–1 i matcher. På sex slutspelsmatcher noterades Söderberg för ett mål och en assist. Efter att Linköping slagits ut ur SM-slutspelet bekräftade klubben att man brutit avtalet Söderberg.

### 2013–2021: NHL-karriär

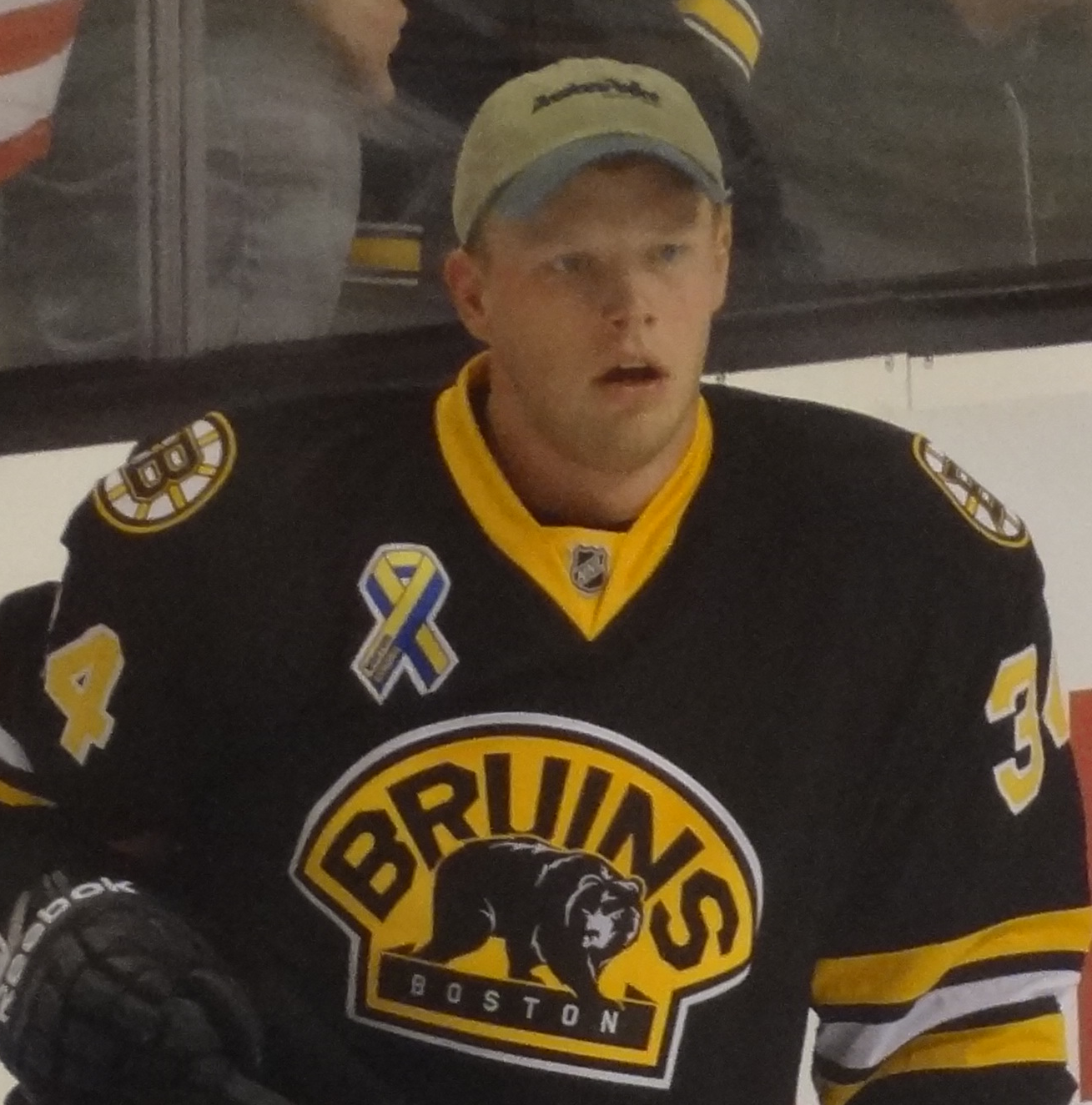
Söderberg med Boston Bruins 2013.

Den 13 april 2013 skrev Söderberg på ett treårigt kontrakt med Bruins till ett värde av $1 miljon per säsong. Den 20 april samma år gjorde han NHL-debut i en match mot Pittsburgh Penguins. Dagen därpå, i sin andra match för Bruins, gjorde Söderberg sin första NHL-poäng då han assisterade till ett mål av Jaromír Jágr i en 3–0-vinst mot Florida Panthers. Han spelade sedan ytterligare fyra matcher innan grundserie var över. I det efterföljande Stanley Cup-slutspelet tog sig Bruins till final – dock utan att Söderberg fått spela en enda match i slutspelet. I finalen ställdes laget mot Chicago Blackhawks och i seriens femte match fick Söderberg göra slutspelsdebut i NHL. Han spelade även den efterföljande matchen, som blev säsongens sista då det stod klart att Blackhawks blivit mästare efter en 4–2-seger i serien. 
Söderberg missade inledningen av vad som skulle komma att bli hans första säsong i NHL från start i Nordamerika. Han missade de första sex omgångarna av grundserien på grund av en bristning i vristen. Den 31 oktober 2013 gjorde han sitt första NHL-mål, på Jonas Hiller, när Bruins besegrade Anaheim Ducks med 3–2. Totalt spelade Söderberg 73 grundseriematcher och noterades för 48 poäng (16 mål, 32 assist). I Stanley Cup-slutspelet slog Bruins ut Detroit Red Wings i åttondelsfinal med 4–1 i matcher. Laget slogs därefter ut av Montreal Canadiens med 4–3 i matcher. Den 10 maj 2014, i seriens femte match, gjorde Söderberg sitt första slutspelsmål i NHL, på Carey Price, då han öppnade målskyttet i en 2–4-seger. Säsongen 2013/14 misslyckades Bruins med att ta sig till Stanley Cup-slutspelet för första gången sedan 2007. Söderberg spelade samtliga grundseriematcher (82) och stod för 44 poäng (13 mål, 31 assist), vilket gav honom en fjärdeplats i lagets interna poängliga.
Den 25 juni 2015, bara dagarna före Söderberg skulle bli free agent, byttes han bort till Colorado Avalanche mot ett val i draften 2016. Dagen därpå, den 26 juni, skrev Söderberg ett femårskontrakt med Avalanche, till ett värde av $23,75 miljoner. Den 8 oktober samma år spelade han sin första NHL-match för Avalanche och senare samma månad, den 30 oktober, gjorde han sitt första mål för klubben. Söderberg spelade samtliga matcher i grundserien och stod för sin poängmässigt bästa säsong i NHL. På 82 matcher noterades han för 51 poäng och vann Avalanches interna assistliga med 39 assister. Laget misslyckades dock att ta sig till slutspelet.
Under sin andra säsong i Avalanche minskade Söderbergs poängproduktion rejält och han stod för sin poängmässigt sämsta säsong i Nordamerika. På 80 grundseriematcher noterades han för 14 poäng (sex mål, åtta assist). För tredje säsongen i följd spelade han i ett lag som misslyckades att ta sig till Stanley Cup-slutspelet. Under sin tredje säsong i Avalanche tangerade Söderberg sitt målrekord i ligan från säsongen 2013/14 då han på 77 matcher stod för 16 mål. Söderberg var med att hjälpa laget att ta sig till sitt första Stanley Cup-slutspel sedan 2014. I åttondelsfinalserien ställdes Avalanche mot Nashville Predators, som vann serien med 4–2 i matcher. På dessa sex matcher noterades Söderberg för två assistpoäng. Säsongen 2018/19, Söderbergs fjärde med Avalanche, noterades han den 14 januari 2019 för sitt första hat trick i NHL i en 3–6-seger mot Toronto Maple Leafs. Han missade endast en match av grundserien och noterades för 49 poäng på 81 matcher (23 mål, 26 assist).

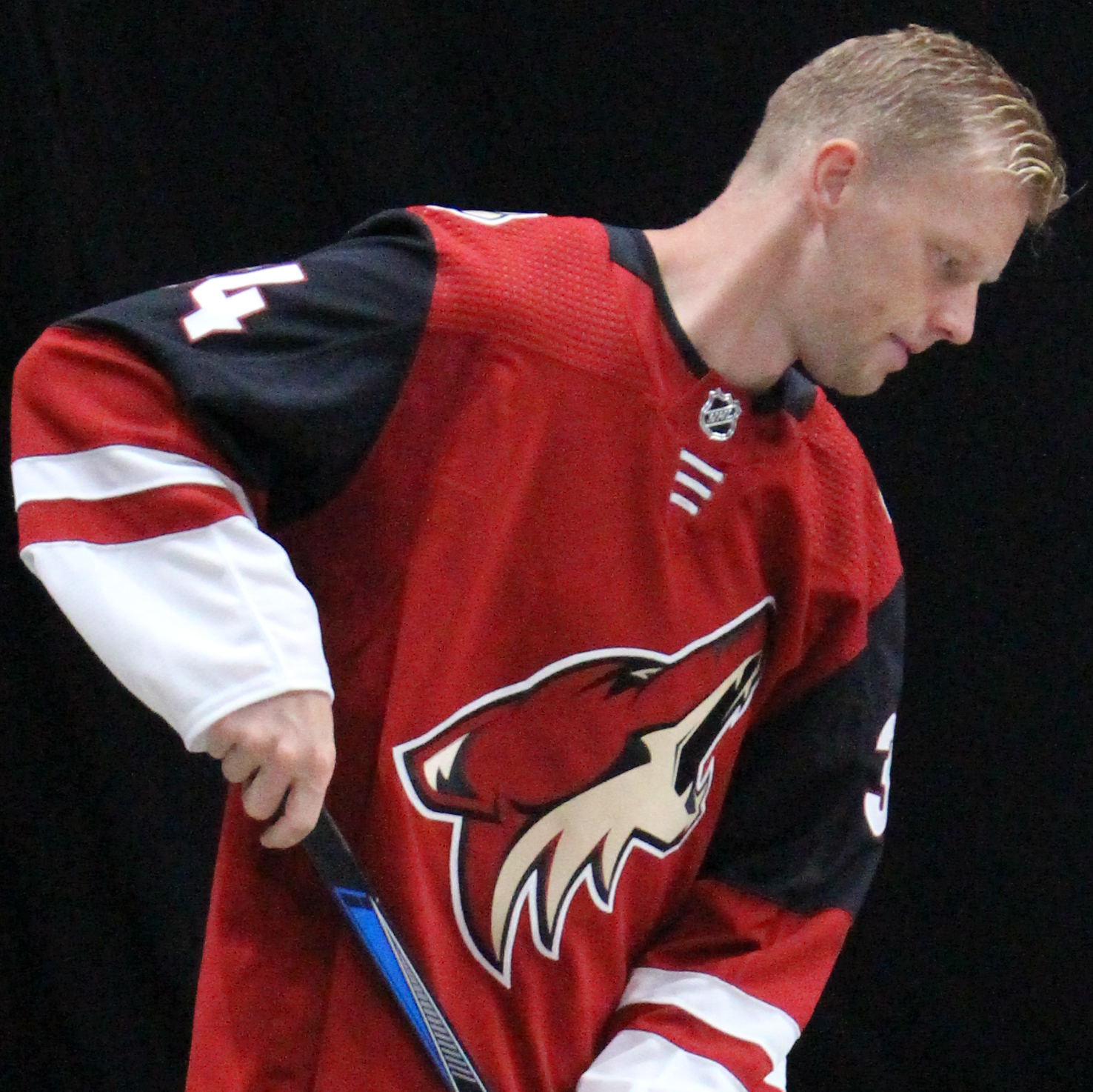
Söderberg med Arizona Coyotes 2019.

Den 25 juni 2019 byttes Söderberg bort till Arizona Coyotes mot Kevin Connauton samt ett draftval i tredje rundan 2020. Söderberg spelade 70 grundseriematcher för Coyotes och noterades för 35 poäng, varav 17 mål. I det efterföljande Stanley Cup-slutspelet gjorde han ett mål och en assist på nio spelade matcher.
Den 26 december 2020 bekräftades det att Söderberg skrivit ett ettårsavtal med Chicago Blackhawks. Totalt spelade han 34 grundseriematcher för klubben och noterades för 15 poäng, varav sju mål, innan det den 12 april 2021 meddelades att Söderberg återvänt till Avalanche genom ett byte mot Ryder Rolston och Josh Dickinson. Han spelade elva matcher för Avalanche i grundserien, där han noterades för två assistpoäng. I det efterföljande Stanley Cup-slutspelet fick Söderberg begränsat med speltid och stod för ett mål och en assist på de fyra matcher han spelade. Laget slogs ut i kvartsfinalserien med 4–2 i matcher mot Vegas Golden Knights.

### 2021–2023: Återkomst till Malmö Redhawks
Den 17 juni 2021 meddelades det att Söderberg lämnat Nordamerika och återvänt till Sverige för spel med Malmö Redhawks, som han skrivit ett tvåårsavtal med. Den 13 augusti samma år meddelade klubben att Söderberg efterträtt Oliver Lauridsen som ny lagkapten. Han spelade samtliga 52 grundseriematcher och gjorde 41 poäng, varav 22 mål. Med dessa noteringar vann Söderberg lagets interna poäng- och skytteliga. Malmö misslyckades att ta sig till SM-slutspel då man slutade på tolfte plats i grundserietabellen.
Halvvägs in i säsongen 2022/23 övertog Fredrik Händemark Söderbergs roll som lagkapten i Malmö Redhawks. Laget hade en mycket tung säsong där man slutade sist i grundserien och senare tvingades till kvalspel mot Brynäs IF för att hålla sig kvar i SHL. Söderberg slutade på andra plats i lagets interna poängliga i grundserien med 26 poäng på 52 matcher (14 mål, 12 assist). I kvalspelet stod han för fyra assistpoäng på fem matcher. Malmö besegrade Brynäs med 4–1 i matcher och behöll därmed sin SHL-licens. Den 29 mars 2023 bekräftades det att Söderberg lämnat klubben.
Den 1 augusti 2023 bekräftade Söderberg att han avslutat sin spelarkarriär.

## Landslagskarriär

### Ungdoms- och juniorlandslag
Söderberg blev uttagen till Tre Kronors trupp till U18-VM 2003 i Ryssland. Sverige ställdes i kvartsfinalen mot Kanada, en match man förlorade med 8–1, och slutade därmed på femte plats. På sex matcher stod han för totalt två poäng (två mål). När JVM avgjordes i USA 2005 kom Söderberg med i den svenska truppen. Sverige åkte ut mot värdnationen i kvartsfinal med 8–2 efter att ha förlorat den sista perioden med 5–0. Söderberg var lagets näst bäste poängplockare med sex poäng på sex matcher (fyra mål och två assist).

### A-landslaget
Den 6 september 2008 gjorde Söderberg sin A-lagsdebut i Tre Kronor i en träningsmatch mot Finland. Dagen därpå gjorde han sitt första landslagsmål, i ett returmöte mot Finland, där Sverige vann med 2–3. I början av april 2013 skrev Söderberg kontrakt med NHL-klubben Boston Bruins. Den 11 april stoppade det Svenska ishockeyförbundet övergången, då Söderberg var uttagen till det lag som skulle komma att representera Sverige under världsmästerskapet samma år. Söderberg tackade kort därefter nej till Tre Kronor och anslöt istället till Bruins.
2016 blev Söderberg uttagen till World Cup i ishockey 2016. Sverige vann sin grupp, men föll i den efterföljande semifinalen mot Lag Europa med 3–2 efter förlängning. Sverige rankades som trea i turneringen och på fyra matcher noterades Söderberg för en assistpoäng. Året därpå spelade han sitt första VM – i Tyskland och Frankrike. Sverige slutade trea i gruppspelet och ställdes mot Schweiz i kvartsfinal, vilka man besegrade med 3–1. Efter att ha vunnit med 4–1 mot Finland i semifinal, ställdes Sverige mot Kanada i finalen. Matchen gick till förlängning och straffar, där Sverige till slut vann med 2–1. I de två sista matcherna fick inte Söderberg någon speltid alls. På tio matcher noterades han för en assistpoäng.

## Statistik

### Klubblag
| 2001–02    | Malmö Redhawks     | J20        | 4   | 0   | 2   | 2   | 2   | 5  | 0 | 1  | 1  | 4  |
| 2002–03    | Malmö Redhawks     | J20        | 28  | 17  | 18  | 35  | 22  | 6  | 2 | 4  | 6  | 8  |
| 2003–04    | Malmö Redhawks     | J20        | 27  | 23  | 25  | 48  | 30  | 6  | 1 | 2  | 3  | 10 |
| 2003–04    | Malmö Redhawks     | Elitserien | 24  | 1   | 1   | 2   | 8   | 8  | 1 | 1  | 2  | 4  |
| 2004–05    | Malmö Redhawks     | Elitserien | 38  | 0   | 5   | 5   | 8   | 7  | 0 | 0  | 0  | 0  |
| 2004–05    | Mörrums GoIS IK    | HA         | 14  | 5   | 6   | 11  | 8   | —  | — | —  | —  | —  |
| 2005–06    | Malmö Redhawks     | HA         | 39  | 15  | 24  | 39  | 45  | 10 | 5 | 3  | 8  | 2  |
| 2006–07    | Malmö Redhawks     | Elitserien | 31  | 12  | 18  | 30  | 14  | —  | — | —  | —  | —  |
| 2007–08    | Malmö Redhawks     | HA         | 32  | 15  | 29  | 44  | 16  | 10 | 7 | 7  | 14 | 2  |
| 2008–09    | Malmö Redhawks     | HA         | 45  | 18  | 41  | 59  | 26  | —  | — | —  | —  | —  |
| 2009–10    | Malmö Redhawks     | HA         | 51  | 20  | 31  | 51  | 53  | 5  | 0 | 1  | 1  | 0  |
| 2010–11    | Malmö Redhawks     | HA         | 52  | 12  | 34  | 46  | 18  | —  | — | —  | —  | —  |
| 2011–12    | Linköping HC       | Elitserien | 42  | 14  | 21  | 35  | 20  | —  | — | —  | —  | —  |
| 2012–13    | Linköping HC       | Elitserien | 54  | 31  | 29  | 60  | 48  | 6  | 1 | 1  | 2  | 27 |
| 2012–13    | Boston Bruins      | NHL        | 6   | 0   | 2   | 2   | 6   | 2  | 0 | 0  | 0  | 0  |
| 2013–14    | Boston Bruins      | NHL        | 73  | 16  | 32  | 48  | 36  | 12 | 1 | 5  | 6  | 2  |
| 2014–15    | Boston Bruins      | NHL        | 82  | 13  | 31  | 44  | 26  | —  | — | —  | —  | —  |
| 2015–16    | Colorado Avalanche | NHL        | 82  | 12  | 39  | 51  | 32  | —  | — | —  | —  | —  |
| 2016–17    | Colorado Avalanche | NHL        | 80  | 6   | 8   | 14  | 22  | —  | — | —  | —  | —  |
| 2017–18    | Colorado Avalanche | NHL        | 77  | 16  | 21  | 37  | 26  | 6  | 0 | 2  | 2  | 2  |
| 2018–19    | Colorado Avalanche | NHL        | 81  | 23  | 26  | 49  | 24  | 12 | 0 | 2  | 2  | 8  |
| 2019–20    | Arizona Coyotes    | NHL        | 70  | 17  | 18  | 35  | 18  | 9  | 1 | 1  | 2  | 2  |
| 2020–21    | Chicago Blackhawks | NHL        | 34  | 7   | 8   | 15  | 14  | —  | — | —  | —  | —  |
| 2020–21    | Colorado Avalanche | NHL        | 11  | 0   | 2   | 2   | 4   | 4  | 1 | 1  | 2  | 2  |
| 2021–22    | Malmö Redhawks     | SHL        | 52  | 22  | 19  | 41  | 47  | —  | — | —  | —  | —  |
| 2022–23    | Malmö Redhawks     | SHL        | 52  | 14  | 12  | 26  | 18  | 5  | 0 | 4  | 4  | 2  |
| NHL totalt | NHL totalt         | NHL totalt | 597 | 110 | 187 | 297 | 210 | 45 | 3 | 11 | 14 | 16 |
| SHL totalt | SHL totalt         | SHL totalt | 293 | 94  | 105 | 196 | 163 | 26 | 2 | 6  | 8  | 33 |

### Internationellt
| År            | Lag           | Turnering     | Matcher | Mål | Assists | Poäng | Utv. |
| ------------- | ------------- | ------------- | ------- | --- | ------- | ----- | ---- |
| 2003          | Sverige       | U18-VM        | 6       | 2   | 0       | 2     | 4    |
| 2005          | Sverige       | JVM           | 6       | 4   | 2       | 6     | 4    |
| 2016          | Sverige       | WC            | 4       | 0   | 1       | 1     | 4    |
| 2017          | Sverige       | VM            | 10      | 0   | 1       | 1     | 2    |
| Junior totalt | Junior totalt | Junior totalt | 12      | 6   | 2       | 8     | 8    |
| Senior totalt | Senior totalt | Senior totalt | 14      | 0   | 2       | 2     | 6    |